# Municipio de Louisville (condado de Red Lake)
El municipio de Louisville (en inglés: Louisville Township) es un municipio ubicado en el condado de Red Lake en el estado estadounidense de Minnesota. En el año 2010 tenía una población de 187 habitantes y una densidad poblacional de 2 personas por km².

## Geografía
El municipio de Louisville se encuentra ubicado en las coordenadas 47°53′32″N 96°25′14″O / 47.89222, -96.42056. Según la Oficina del Censo de los Estados Unidos, el municipio tiene una superficie total de 93.52 km², de la cual 93,44 km² corresponden a tierra firme y (0,08 %) 0,08 km² es agua.

## Demografía
Según el censo de 2010, había 187 personas residiendo en el municipio de Louisville. La densidad de población era de 2 hab./km². De los 187 habitantes, el municipio de Louisville estaba compuesto por el 98,93 % blancos, el 0,53 % eran asiáticos, el 0,53 % eran de otras razas. Del total de la población el 1,07 % eran hispanos o latinos de cualquier raza.